# جان اونیل (بازیکن فوتبال)
جان اونیل (انگلیسی: John O'Neill؛ زادهٔ ۱۱ مارس ۱۹۵۸) بازیکن فوتبال اهل ایرلند شمالی بود.
از باشگاه‌هایی که در آن بازی کرده‌است می‌توان به باشگاه فوتبال کویینز پارک رنجرز، باشگاه فوتبال نوریچ سیتی، و باشگاه فوتبال لستر سیتی اشاره کرد.
وی همچنین در تیم ملی فوتبال ایرلند شمالی بازی کرده‌است.